# Panagiotis Fasoulas
Panagiotis "Panos" Fasoulas (alternativ stavning: Fassoulas; grekiska: Παναγιώτης Φασούλας), född 12 maj 1963 i Thessaloniki, är en grekisk politiker och före detta professionell basketspelare. Han valdes i den andra omgången av Portland Trail Blazers i 1986 års NBA-draft, men spelade aldrig i NBA. Fasoulas anses vara en av de bästa centrarna någonsin i europeisk basket och blev en FIBA Hall of Fame-spelare 2016.

## Basketkarriär

### College karriär
Fasoulas spelade collegebasket i USA vid North Carolina State University, där han spelade under den legendariske tränaren Jim Valvano. Under sin enda säsong på college gjorde han i snitt 2,8 poäng per match, 3,2 returer per match och var bäst i laget med 1,8 block per match på 29 matcher.

### Professionell karriär
Under sin professionella karriär spelade Fasoulas för PAOK och Olympiakos. Med PAOK vann han FIBA Cup Winners' Cup-mästerskapet säsongen 1990–91. Med Olympiacos vann han Euroleague-mästerskapet och Triple Crown säsongen 1996–97.
Totalt vann han 5 grekiska ligamästerskap och 3 grekiska cuper. Han utsågs också till FIBA European Selection tre gånger, åren 1990, 1991 och 1995. Han utsågs också till den grekiska ligans MVP 1994 och 1995, och en FIBA EuroStar 1996.

### Landslagskarriär
Fasoulas var också en medlem av Greklands herrlandslag i basket, där han spelade center i förstauppställningen i Greklands segerlag i 1987 års EuroBasket. Han blev även vald till All-Tournament Team i samma turnering. Han vann också silvermedalj med Grekland vid EuroBasket 1989. Vid FIBA World Championship 1994 i Toronto i Kanada, där Grekland slutade på fjärde plats, spelade Fasoulas sin karriärs bästa basketboll. Fasoulas spelade 244 matcher för Grekland, med 9,77 poäng i snitt per match. Han är tvåa genom tiderna i spelade matcher och tredje genom tiderna i poäng för Grekland. 

### Chefskarriär
Efter att hans basketkarriär tog slut övergick Fasoulas till en chefskarriär inom sporten, som bl a sportchef för Olympiacos Women, Greek Women's League och EuroLeague Women.

## Utmärkelser och prestationer

### Klubbtitlar
- EuroLeague: 1 (med Olympiacos: 1996–97)
- FIBA Cup Winners' Cup: 1 (med PAOK: 1990–91)
- Grekiska ligan: 5 (med PAOK: 1991–92 och Olympiacos: 1993–94, 1994–95, 1995–96, 1996–97)
- Grekiska cupen: 3 (med PAOK: 1983–84 och Olympiacos: 1993–94, 1996–97)

### Greklands landslag
- 1987 EuroBasket:  Guld
- 1989 EuroBasket:  Silver

### Personliga utmärkelser
- EuroBasket All-Tournament Team: 1987
- FIBA European Selection: 3 (1990, 1991, 1995)
- FIBA EuroStar: 1 (1996)
- Greek League Finals MVP: (1992)
- Greek League MVP: 2 (1994, 1995)
- Greek League Rebounding Leader: (1987)
- FIBA Hall of Fame: (2016)
- Professionell Greek League genom tiderna ledare i block

## Politisk karriär
Med sin karismatisk personlighet och kändisskap gick Fasoulas in i den grekiska  politiken efter att ha pensionerat sig från idrotten. Han gick med i det politiska partiet PASOK. Han var med om att organisera de olympiska sommarspelen i Aten 2004. Han valdes till borgmästare i Pireus den 15 oktober 2006 och var borgmästare till och med 2010.